# Gilbert Moevi
Gilbert Moevi (Lomé, 1º settembre 1934 – Bordeaux, 26 febbraio 2022) è stato un calciatore togolese, di ruolo difensore.

## Carriera
La sua carriera si è svolta nel Bordeaux, dove ha disputato 143 incontri in sei stagioni di massima divisione.

## Statistiche
Fonte:
| Stagione                   | Squadra                    | Campionato                 | Campionato | Campionato | Coppe nazionali | Coppe nazionali | Coppe nazionali | Coppe continentali | Coppe continentali | Coppe continentali | Altre coppe | Altre coppe | Altre coppe | Totale | Totale |
| Stagione                   | Squadra                    | Comp                       | Pres       | Reti       | Comp            | Pres            | Reti            | Comp               | Pres               | Reti               | Comp        | Pres        | Reti        | Pres   | Reti   |
| -------------------------- | -------------------------- | -------------------------- | ---------- | ---------- | --------------- | --------------- | --------------- | ------------------ | ------------------ | ------------------ | ----------- | ----------- | ----------- | ------ | ------ |
| 1959-1960                  | Bordeaux                   | D1                         | 14         | 0          | -               | -               | -               | -                  | -                  | -                  | -           | -           | -           | 14     | 0      |
| 1960-1961                  | Bordeaux                   | D2                         | 29         | 0          | CF              | 8               | 0               | -                  | -                  | -                  | -           | -           | -           | 37     | 0      |
| 1961-1962                  | Bordeaux                   | D2                         | 26         | 0          | CF              | 3               | 0               | -                  | -                  | -                  | -           | -           | -           | 29     | 0      |
| 1962-1963                  | Bordeaux                   | D1                         | 25         | 0          | CF              | 3               | 0               | -                  | -                  | -                  | -           | -           | -           | 28     | 0      |
| 1963-1964                  | Bordeaux                   | D1                         | 28         | 1          | CF              | 6               | 0               | -                  | -                  | -                  | -           | -           | -           | 34     | 2      |
| 1964-1965                  | Bordeaux                   | D1                         | 30         | 2          | CF              | 1               | 0               | CdF                | 2                  | 0                  | -           | -           | -           | 33     | 2      |
| 1965-1966                  | Bordeaux                   | D1                         | 25         | 0          | CF              | 1               | 0               | CdF                | 1                  | 0                  | -           | -           | -           | 27     | 0      |
| 1966-1967                  | Bordeaux                   | D1                         | 21         | 1          | CF              | 1               | 0               | CdF                | 3                  | 0                  | -           | -           | -           | 25     | 1      |
| Totale carriera (Bordeaux) | Totale carriera (Bordeaux) | Totale carriera (Bordeaux) | 198        | 4          |                 | 23              | 0               |                    | 6                  | 0                  |             | -           | -           | 227    | 4      |